# Megalopsallus femoralis
Megalopsallus femoralis är en insektsart som beskrevs av Kelton 1980. Megalopsallus femoralis ingår i släktet Megalopsallus och familjen ängsskinnbaggar. Inga underarter finns listade i Catalogue of Life.